# باستورا سولير
ماريا ديل بيلار سانشيز لوك(من مواليد 28 سبتمبر 1978 في كوريا ديل ريو، إشبيلية)، المعروفة باسمها المسرحي باستورا سولير، مغنية إسبانية. وهي أيضًا مؤلفة أغاني وعادة ما تمزج مؤلفاتها الكوبلا أو الفلامنكو مع موسيقى البوب أو الموسيقى الإلكترونية.
مثلت سولير إسبانيا في مسابقة الأغنية الأوروبية لعام 2012 في باكو بأذربيجان بأغنية «أبق معي» وحصلت على المركز العاشر.

## الحياة المهنية

### السنوات المبكرة

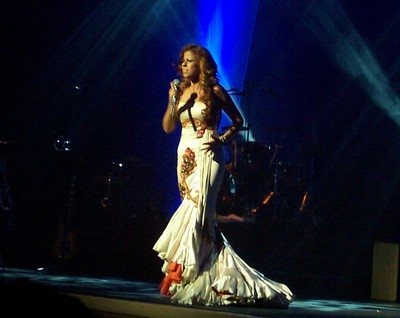
باستورا سولير في حفل موسيقي

بدأت غناء أغاني الفلامنكو وأغاني الكوبلاس في العديد من المناسبات عندما كانت طفلة. في عام 1994 تم توقيعها مع شركة التسجيل بوليجرام لإصدار أول ألبوم استوديو لها، شعرنا، والذي تألف من أغلفة عشر أغاني كلاسيكية من قبل ليون أو كيروجا. وصلت أصوات البوب والأصوات التجارية في عام 1996 مع ألبومها الثاني، العالم الذي حلمت به، والذي كان آخر ألبوم تنشره مع بوليجرام.

## الحياة العائلية
تزوجت سولير من مصمم الرقصات فرانسيس فينولو في 17 أكتوبر 2009. ولديهما معًا ابنتان، إستريلا (من مواليد 15 سبتمبر 2015) وفيغا (من مواليد 28 يناير 2020).